# 愛德華·李

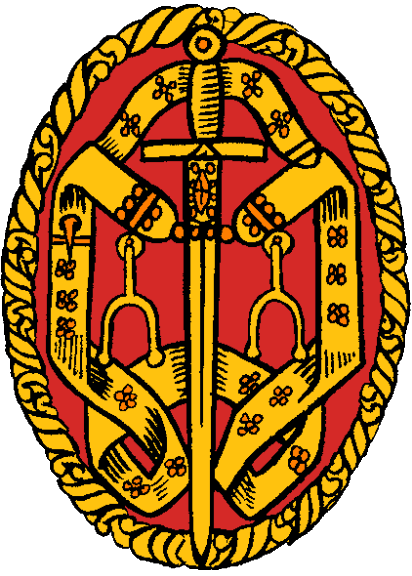
下級勳位爵士

愛德華·朱利安·埃格頓·李爵士（英語：Sir Edward Julian Egerton Leigh，1950年7月20日—），英國保守黨政治家。自1983年開始，他擔任蓋恩斯伯勒選區選出的英國下議院議員；自2024年7月起，成為下議院之父。他一直反對墮胎和人類胚胎研究。

## 外部連結
- www.parliament.uk （页面存档备份，存于）
- Debrett's People of Today （页面存档备份，存于）